# Novenke, Bahciîsarai
Novenke (în ucraineană Новеньке) este un sat în comuna Dolînne din raionul Bahciîsarai, Republica Autonomă Crimeea, Ucraina.

## Demografie
Componența lingvistică a localității Novenke
     Tătară crimeeană (64,58%)
     Rusă (24,07%)
     Ucraineană (10,18%)
     Alte limbi (0,2%)
Conform recensământului din 2001, majoritatea populației localității Novenke era vorbitoare de tătară crimeeană (64,58%), existând în minoritate și vorbitori de rusă (24,07%) și ucraineană (10,18%).